# Nipah Sendanu
Nipah Sendanu is een bestuurslaag in het regentschap Meranti-eilanden van de provincie Riau, Indonesië. Nipah Sendanu telt 1867 inwoners (volkstelling 2010).